# 1905–1906-os belga labdarúgó-bajnokság (első osztály)
Az 1905–1906-os Jupiler League volt a 11. alkalommal megrendezett, legmagasabb szintű labdarúgó-bajnokság Belgiumban. A szezonban 10 klubcsapat vett részt.
A címvédő az Union SG volt. A bajnoki trófeát újra az Union SG csapata nyerte meg, a bajnokság történetében harmadjára.

## Tabella
| Hely. | Csapat                | M  | Gy | D | V  | G+ | G– | Gk  | P  | Továbbjutás vagy kiesés  |
| ----- | --------------------- | -- | -- | - | -- | -- | -- | --- | -- | ------------------------ |
| 1.    | Union SG              | 18 | 15 | 3 | 0  | 75 | 12 | +63 | 33 |                          |
| 2.    | Club Brugge           | 18 | 12 | 5 | 1  | 59 | 25 | +34 | 29 |                          |
| 3.    | Rhodienne-De Hoek     | 18 | 10 | 4 | 4  | 57 | 20 | +37 | 24 |                          |
| 4.    | Verviétois            | 18 | 7  | 3 | 8  | 32 | 41 | −9  | 17 |                          |
| 5.    | Daring Club Molenbeek | 18 | 6  | 5 | 7  | 32 | 44 | −12 | 17 |                          |
| 6.    | Léopold               | 18 | 7  | 2 | 9  | 38 | 52 | −14 | 16 |                          |
| 7.    | Antwerp               | 18 | 7  | 0 | 11 | 30 | 58 | −28 | 14 |                          |
| 8.    | Cercle Brugge         | 18 | 4  | 4 | 10 | 30 | 45 | −15 | 12 |                          |
| 9.    | Liège                 | 18 | 4  | 2 | 12 | 23 | 65 | −42 | 10 |                          |
| 10.   | Beerschot AC          | 18 | 2  | 4 | 12 | 34 | 48 | −14 | 8  | Kiesett a másodosztályba |

## Meccstáblázat
| Hazai \ Vendég        | ANT  | BEE | CSB | FCB | DAR  | LÉO | RCB | USG | FCL | VER |
| --------------------- | ---- | --- | --- | --- | ---- | --- | --- | --- | --- | --- |
| Antwerp               | —    | 3–1 | 4–1 | 1–2 | 4–1  | 6–0 | 0–3 | 0–3 | 1–2 | 2–1 |
| Beerschot AC          | 1–4  | —   | 2–2 | 3–5 | 1–2  | 3–4 | 1–2 | 2–2 | 8–1 | 4–0 |
| Cercle Brugge         | 5–1  | 2–1 | —   | 2–2 | 1–2  | 3–0 | 1–4 | 1–4 | 4–0 | 2–2 |
| Club Brugge           | 5–1  | 4–1 | 4–1 | —   | 4–4  | 4–1 | 1–0 | 2–2 | 8–1 | 5–0 |
| Daring Club Molenbeek | 1–0  | 2–1 | 3–0 | 1–2 | —    | 3–3 | 2–3 | 0–1 | 4–4 | 1–2 |
| Léopold               | 7–0  | 2–2 | 6–1 | 1–5 | 3–1  | —   | 0–5 | 2–5 | 3–2 | 2–0 |
| Rhodienne-De Hoek     | 12–0 | 1–1 | 4–1 | 0–0 | 0–0  | 5–1 | —   | 1–2 | 8–0 | 4–1 |
| Union SG              | 5–0  | 5–0 | 2–2 | 3–0 | 12–0 | 5–0 | 5–2 | —   | 4–0 | 5–0 |
| Liège                 | 1–2  | 3–1 | 3–1 | 1–4 | 1–1  | 0–5 | 3–2 | 0–4 | —   | 0–2 |
| Verviétois            | 7–1  | 4–1 | 3–0 | 2–2 | 2–4  | 2–0 | 1–1 | 0–6 | 3–1 | —   |